# Tedania kagalaskai
Tedania kagalaskai är en svampdjursart som beskrevs av Lehnert, Stone och Heimler 2006. Tedania kagalaskai ingår i släktet Tedania och familjen Tedaniidae. Inga underarter finns listade i Catalogue of Life.